# .32 NAA

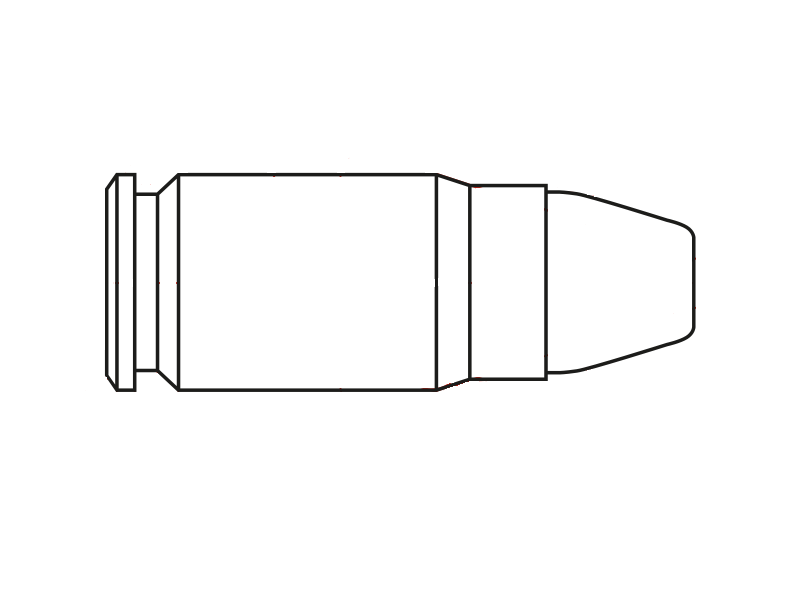
Um diagrama básico do cartucho .32 NAA.

O .32 NAA é um cartucho de fogo central metálico, projetado e desenvolvido pela parceria entre a North American Arms e a Corbon Ammunition. O cartucho é um estojo de .380 ACP com um "pescoço" para aceitar a bala de calibre .32 com o objetivo de melhorar o desempenho balístico em relação ao .32 ACP.
O .32 NAA usa a bala de .312 polegadas de diâmetro do .32 S&W, .32 S&W Long, .32 H&R Magnum, .327 Federal Magnum e .32 ACP.

## Performance
O cartucho fornece mais de 1.222 pés/s (372 m/s) de velocidade de saída a uma bala proprietária de 60 grãos (3,9 gramas) da Hornady. Isso gera 199 pés-lbf (270 J) de energia em um cano "Guardian" de 2,5" (1453 pés/s e 287 pés-lbf (389 J) de um cano de teste padrão de 4").
De acordo com Phil W. Johnston, o cartucho Corbon de 60 gr teve uma média de 1204 fps, com um spread extremo de 69 fps e um desvio padrão de 19 fps, para 193,09 ft-lbs de energia. Quando disparado contra gelatina balística, ele obteve 6,25" de penetração, com expansão para 0,528" e 72% de retenção de peso.
A Extreme Shock Ammunition oferece uma "Munição de Penetração Aprimorada" que dispara uma bala de 60 gr. a velocidade de 1196 fps e com 190 ft-lbs de energia.
No outono de 2012, a Hornady lançou uma "Munição de Defesa Crítica" em .32 NAA que impulsiona uma bala JHP FTX de 80 grãos (portanto, maior densidade seccional) a 1.000 fps.